# Elecciones para Jefe de Estado de Costa Rica de 1829
En las elecciones de Jefe de Estado de Costa Rica de 1829 Juan Mora Fernández es reelecto en su cargo por la mayoría de Electores. Las elecciones en este período se realizaban en dos grados, primeramente votaban todos los costarricenses que podían hacerlo según la Constitución (hombres capaces de leer y escribir, entre otras cosas) quienes en voto público escogían a los electores según la representación proporcional de la población por localidad; 11 por San José, 9 de Alajuela, 8 de Cartago, 8 de Heredia, 3 por Escazú, 3 de Ujarrás y 3 de la recién anexada Nicoya. Mora recibió el voto unánime de todas las provincias salvo 2 votos electorales en San José, 1 en Alajuela y 2 en Heredia.
| Candidato | Candidato           | San José | Cartago | Heredia | Alajuela | Escazú | Ujarrás | Nicoya |
| --------- | ------------------- | -------- | ------- | ------- | -------- | ------ | ------- | ------ |
|           | Juan Mora Fernández | 9        | 8       | 6       | 8        | 3      | 2       | 1      |
|           | Otro                | 2        |         | 2       | 1        |        |         |        |